# اوبرار
اوبرار (به آلمانی: Oberahr) یک شهر کوچک در ایالت راینلاند-فالتس آلمان است. این شهر در منطقه وستر والدکرایس واقع شده و بخشی از انجمن شهری والمرود (Verbandsgemeinde Wallmerod) می‌باشد.

## جغرافیا
اوبرار در منطقه وستر والد، بین شهرهای مونتابائر و هاخنبرگ قرار دارد. رودخانه آرباخ (Ahrbach) از شمال به جنوب از میان این شهر عبور می‌کند. ارتفاع متوسط اوبرار حدود ۳۳۰ متر بالاتر از سطح دریا است و مساحت آن تقریباً ۴٫۲۷ کیلومتر مربع می‌باشد.

## جمعیت
بر اساس آمار سال ۲۰۲۲، جمعیت اوبرار ۵۶۰ نفر بوده است. ترکیب جمعیتی شامل ۲۸۳ مرد و ۲۷۷ زن می‌باشد. گروه‌های سنی مختلف به شرح زیر هستند:
۰-۱۷ سال: ۹۵ نفر
۱۸-۶۴ سال: ۳۵۰ نفر
۶۵ سال و بالاتر: ۱۱۵ نفر

## مذهب
در سال ۲۰۲۲، توزیع مذهبی جمعیت اوبرار به شرح زیر بوده است:
کاتولیک رومی: ۲۸۳ نفر
پروتستان: ۱۱۲ نفر
سایر/بدون مذهب/نامشخص: ۱۶۱ نفر

## زیرساخت‌ها
جاده فدرال B255 از میان اوبرار عبور می‌کند و ارتباط بین مونتابائر و رنرود را فراهم می‌سازد. نزدیک‌ترین تقاطع بزرگراه در مونتابائر و در بزرگراه A3 (کلن-فرانکفورت) واقع شده که حدود ۷ کیلومتر با اوبرار فاصله دارد. ایستگاه قطار بین‌شهری سریع‌السیر (ICE) نیز در مونتابائر قرار دارد که دسترسی به خطوط سریع‌السیر کلن-فرانکفورت را ممکن می‌سازد.